# Hockey su prato ai III Giochi olimpici giovanili estivi
I tornei di hockey su prato dei III Giochi olimpici giovanili estivi si sono svolti al Parque Polideportivo Roca  di Buenos Aires dal 7 al 14 ottobre 2018. Come nella precedente edizione i tornei si sono svolti nella variante 5 contro 5, giocata outdoor su un campo di dimensioni più piccole.

## Qualificazioni
Squadre qualificate:
Maschili
- Argentina
- Polonia
- Austria
- Messico
- Canada
- India
- Malaysia
- Bangladesh
- Australia
- Vanuatu
- Zambia
- Kenya

Femminili
- Argentina
- Austria
- Polonia
- Uruguay
- Messico
- Cina
- India
- Australia
- Vanuatu
- Sudafrica
- Namibia
- Zimbabwe

## Podi
| Evento               | Oro       | Argento | Bronzo    |
| Maschile (dettagli)  | Malaysia  | India   | Argentina |
| Femminile (dettagli) | Argentina | India   | Cina      |